# Platydecticus primnocaudus
Platydecticus primnocaudus är en insektsart som beskrevs av Rentz, D.C.F. och Gurney 1985. Platydecticus primnocaudus ingår i släktet Platydecticus och familjen vårtbitare. Inga underarter finns listade i Catalogue of Life.